# Station Asakusa
Station Asakusa (浅草駅, Asakusa-eki) is een spoorwegstation en metrostation in de wijk Asakusa in Taito (Tokio). Station Asakusa is eveneens de naam van een station van de Tsukuba Express. Dit station ligt 600m in westelijke richting. Het bovengrondse spoorwegstation (Tobu) is in 1930 gebouwd, het metrostation werd op 30 december 1927 geopend. Asakusa was destijds het oostelijke eindpunt van de eerste metro in Azië, tussen Asakusa en Ueno.

## Lijnen
- Tōbu
  - Skytree-lijn
- Tokyo Metro
  - Ginza-lijn (G-19)
- Toei Metro
  - Asakusa-lijn (A-18)